# Audrey Callaghan
Audrey Elizabeth Callaghan, baronesa Callaghan de Cardiff (de soltera Moulton; Maidstone, 28 de julio de 1915 - 15 de marzo de 2005) fue la esposa del primer ministro laborista británico James Callaghan. Se desempeñó como concejala laborista y luego se convirtió en activista y recaudadora de fondos para la salud y el bienestar de los niños.

## Biografía
Nació en Maidstone, Kent, donde su padre era director de Lead Wool Company, una empresa de herramientas. Callaghan se educó en Maidstone Grammar School for Girls, luego estudió cocina en Battersea College of Domestic Science. Ella presidiría el Partido Laborista de Maidstone y la Sociedad Fabiana. Se unió al Partido Laborista cuando era adolescente y conoció a su futuro esposo a principios de la década de 1930 en la escuela dominical de la iglesia bautista donde ambos trabajaban, luego en el Partido Laborista, pero no se casaron hasta el 28 de julio de 1938, su 23.º cumpleaños. Pasaron la luna de miel en París y Chamonix, y luego regresaron para alquilar una casa en Norwood.
Trabajó como dietista en una clínica prenatal en Greenwich durante la Segunda Guerra Mundial, siendo ella misma una joven madre. Al mismo tiempo, estudió economía en un curso de extensión de la Universidad de Londres en Eltham, con el futuro líder del Partido Laborista Hugh Gaitskell como tutor. Hizo un estudio especial sobre la desnutrición en los niños y sus remedios.

## Carrera
Su marido, James, había sido elegido miembro del Parlamento de Cardiff en 1945 y ella estuvo a su lado durante toda su carrera. Fue algo ridiculizada, descrita como "el pudín de Yorkshire", aparentemente por su habilidad para cocinar, pero también como una referencia a su sentido de vestir pobre percibido y apariencia ligeramente desorganizada; fue ridiculizada por su pasatiempo de criar cerdos. Audrey se mantuvo muy privada y evitó ser el centro de atención. Sin embargo, ella estaba comprometida con los trabajos de su esposo y se dijo que fue fundamental para disuadirlo de renunciar después de la devaluación de la libra esterlina en 1967.
En 1958, Audrey fue elegida miembro laborista de Lewisham North para el Consejo del condado de Londres. Se interesó especialmente por los hogares de niños y el Comité de Niños. Fue concejal del Greater London Council desde 1964 y se convirtió en presidenta del comité de niños del Lewisham Council, donde también era concejal, cuando se abolió el GLC.
En 1969, Callaghan se convirtió en presidente de la junta de gobernadores del Great Ormond Street Hospital for Sick Children. Continuó recaudando fondos para el hospital durante los siguientes treinta años, sobre todo asegurando una extensión de los derechos de autor de Peter Pan para el hospital mediante una enmienda de los Lores propuesta por su esposo.
En 1987, cuando James fue nombrado Barón Callaghan de Cardiff, ella se convirtió en Lady Callaghan. Ella misma rechazó el título de dama de la primera ministra Margaret Thatcher. Se retiraron a una granja en Ringmer, East Sussex, donde ella criaba cerdos y él criaba vacas y ovejas, y cultivaba cebada. Junto con su esposo, apoyó causas relacionadas con el University College of Swansea, del cual James Callaghan fue presidente.
Durante sus años ochenta, Callaghan desarrolló la enfermedad de Alzheimer. En julio de 2001, cuando su estado se había deteriorado, ingresó en un hogar de ancianos donde su esposo la visitaba todos los días hasta su muerte en marzo de 2005, momento en el que habían estado casados durante 66 años y juntos durante más de 70. James Callaghan murió el 26 de marzo de 2005, once días después de la muerte de Audrey y el día antes de su 93 cumpleaños.

## Vida personal
Tuvo tres hijos: Margaret Jay, la baronesa Jay de Paddington, Julia y Michael.